# Gecinulus
Gecinulus – rodzaj ptaków z podrodziny dzięciołów (Picinae) w rodzinie  dzięciołowatych (Picidae).

## Zasięg występowania
Rodzaj obejmuje gatunki występujące w Azji Południowej i Południowo-Wschodniej.

## Morfologia
Długość ciała 25–27 cm; masa ciała 68–85 g.

## Systematyka

### Etymologia
- Gecinulus: rodzaj Gecinus[a] Boie, 1831 (dzięcioł); łac. przyrostek zdrabniający -ulus[6].
- Spaniopicoides: gr. σπανιος spanios „rzadki”; genus Picoides Lacépède, 1799 (dzięcioł)[7]. Gatunek typowy: Picus (Chrysonotus) grantia Horsfield, 1840.
- Geciniscus: rodzaj Gecinus[a] Boie, 1831 (dzięcioł); łac. przyrostek zdrabniający -iscus[8]. Nowa nazwa dla Gecinulus Blyth, 1845 i Spaniopicoides Malherbe, 1861 ze względu na puryzm.

### Podział systematyczny
Do rodzaju należą następujące gatunki:
- Gecinulus grantia (Horsfield, 1840) – bambusowiec rdzawogrzbiety
- Gecinulus viridis Blyth, 1862 – bambusowiec zielony